# Sportvereinigung Dynamo

Logo der Sportvereinigung Deutsche Volkspolizei

Logo des SC Dynamo Berlin

Die Sportvereinigung Dynamo (SV Dynamo) war die Sportvereinigung der inneren Sicherheitsorgane in der DDR (Volkspolizei, Ministerium für Staatssicherheit (MfS), Zollverwaltung) und bildete zusammen mit weiteren DDR-weiten Sportvereinigungen das Rückgrat des DDR-Leistungssportsystems. Sie war nach dem Vorbild der sowjetischen gleichnamigen Organisation aufgebaut.

## Gründung
Am 20. Juni 1950 wurde als Dachverband für die Sportgemeinschaften Volkspolizei die Sportvereinigung Deutsche Volkspolizei gegründet. Vorsitzender wurde der damals stellvertretende Leiter des Ministeriums für Staatssicherheit (MfS) Erich Mielke. Am 27. März 1953 wurden der SV DVP die Sportgemeinschaften des MfS angegliedert und die Bezeichnung Sportvereinigung Dynamo eingeführt. Später kamen auch noch die Sportgemeinschaften der DDR-Zollverwaltung hinzu. Mielke blieb bis zur Auflösung der Sportvereinigung im Jahre 1989 deren Vorsitzender, während der 2. Vorsitzende der SV Dynamo vom Ministerium des Innern und damit aus den Reihen der Deutschen Volkspolizei gestellt wurde. Die SV Dynamo war ab 1957 in den Deutschen Turn- und Sportbund eingegliedert, bekam aber wie auch die Armeesportvereinigung Vorwärts der Nationalen Volksarmee den Sonderstatus einer DTSB-Bezirksorganisation zuerkannt. Damit agierte die SV Dynamo faktisch jedoch vollkommen eigenständig und wurde von einem „Büro der Zentralen Leitung“ (BdZL) innerhalb der Sportvereinigung geleitet. Dieses Büro wurde während seines Bestehens immer von einem hochrangigen MfS-Offizier geleitet, welcher in dieser Funktion auch gleichzeitig Mitglied des DTSB-Präsidiums war. Leiter des BdZL waren Oberst Helmut Welz (1953–1972), Oberst Heinz Eggebrecht (1972–1982), Generalmajor Heinz Pommer (1982–1989).

## Sportbetrieb
Die SV Dynamo hatte mit den Volkspolizeikreisämtern und den MfS-Kreisdienstellen in jeder DDR-Kreisstadt und den damit angegliederten Sportgemeinschaften (SG) Dynamo von Beginn an ebenso wie die ASV Vorwärts einen republikweiten Zugriff auf Sportler, was der SV Dynamo im Vergleich zu den ab 1954 gegründeten Sportclubs der zivilen Sportvereinigungen in der Talentsichtung einen Vorteil verschaffte. Für die gezielte Förderung des Leistungssports wurde am 1. Oktober 1954 als erster Sportclub der SV Dynamo der SC Dynamo Berlin gegründet, der sich in der Folge zum größten Dynamo-Sportclub entwickelte und Sektionen für fast alle olympischen Sportarten aufwies. Aus diesem Sportclub gingen weitere Sportclubs hervor, darunter 1956 der SC Dynamo Hoppegarten (Judo, Sportschießen, Reitsport), 1957 der SC Dynamo Klingenthal als Wintersportschwerpunkt und zuletzt 1988 der FSC Dynamo Eilenburg (Fallschirmsport). Darüber hinaus bestanden in der SV Dynamo einige Sportgemeinschaften, die als Leistungsschwerpunkte für bestimmte Sportarten jedoch in gleichem Maße wie die Sportclubs gefördert wurden. Dazu zählten die SG Dynamo Dresden (Fußball), die SG Dynamo Luckenwalde (Ringen), die SG Dynamo Potsdam (Rudern), die SG Dynamo Weißwasser (Eishockey) und die SG Dynamo Zinnwald (Biathlon). Aus den Reihen dieser Sportclubs und Sportgemeinschaften kamen viele Sportler, die durch die professionellen Trainingsbedingungen nicht nur DDR-Meister, sondern auch Weltmeister oder Olympiasieger wurden.
Im DDR-Fußball dominierten die beiden Dynamo-Mannschaften aus Berlin und Dresden ab Mitte der 1970er Jahre den Spielbetrieb der DDR-Oberliga: Insgesamt holte die SG Dynamo Dresden acht Meistertitel und sieben FDGB-Pokalsiege, der BFC Dynamo, 1966 aus dem SC Dynamo Berlin als eigenständiger Fußballclub ausgegliedert, konnte von 1979 bis 1988 sogar zehn Meisterschaften in Folge feiern und kam auf drei Pokalsiege. Dabei profitierte der Hauptstadtverein jedoch nicht unwesentlich von der Unterstützung Erich Mielkes, der u. a. die Delegierung einiger der besten Nachwuchsfußballspieler der DDR über die Trainingszentren (TZ) und Sportgemeinschaften des SV Dynamo nach Berlin befürwortete. Weiterhin wurde der BFC wiederholt durch Schiedsrichterentscheidungen bevorteilt. Andererseits kam es nach dem Schand-Elfmeter von Leipzig zur Suspendierung des Schiedsrichters Bernd Stumpf, der dem BFC durch einen umstrittenen Elfmeter in der Nachspielzeit eines Meisterschaftsspiels noch einen Punktgewinn ermöglicht hatte; es ist jedoch umstritten, ob dies gezielt geschah. Ein Trainingsvideo aus anderer Perspektive, das erst im Jahr 2000 veröffentlicht wurde, hat jedoch gezeigt, dass der Elfmeterpfiff richtig und die Sanktion gegen Stumpf
ungerechtfertigt war. Der ehemalige DDR-Oberliga Schiedsrichter Bernd Heynemann sagte in einem Interview mit der Leipziger Volkszeitung im Jahr 2017: „Der BFC ist nicht x-mal Meister geworden, weil die Schiris nur für Dynamo gepfiffen haben. Die waren schon bärenstark.“
Die Eishockey-Oberliga der DDR bestand ab 1970 ausschließlich aus den zwei Dynamo-Clubs aus Weißwasser und Berlin, da sich der Dynamo-Vorsitzende Mielke gegen den Leistungssportbeschluss von 1969, bei dem Eishockey als nicht mehr förderungswürdige Sportart eingestuft wurde, erfolgreich wehrte. Fortan wurde Eishockey leistungssportlich nur noch an Dynamo-Standorten Weißwasser und Berlin betrieben.

## Doping
Der Mediziner Heinz Wuschech war seit 1962 Sportarzt für die Sportvereinigung Dynamo, an der Anabolikaforschung seit Mitte der 1960er-Jahre beteiligt und wurde von Erich Mielke dabei unterstützt. Anabolika wurden bei Dynamo in der Trainingssteuerung und der Wettkampfbeeinflussung aller Olympiakader verwendet. Für den Sprunglauf wurde Oral-Turinabol vergeben.

## Anmerkung
1. ↑  Welz erhielt bei seinem Tod 1973 ein Ehrengrab auf dem Berliner Zentralfriedhof Friedrichsfelde, wo seine Urne in der Grabanlage Pergolenweg der Gedenkstätte der Sozialisten bestattet wurde – Fotos der Grabstätte von Helmut Welz (1910–1973)